# 15. gorska divizija (Irak)
15. gorska divizija je gorska divizija Iraške kopenske vojske, ki spada pod okrilje Severnih sil IKV.

## Organizacija
- Štab
- 15. bataljon specialnih sil
- 15. komando bataljon
- 54. gorska brigada
- 55. gorska brigada
- 56. gorska brigada
- 57. gorska brigada
- 15. poljski artilerijski polk
- 15. poljski artilerijski polk
- 15. lokacijsko poveljstvo

- 15. bazna varnostna enota
- 15. vzdrževalna baza
- 15. motorizirani transportni polk

- 15. divizijski trenažni center